# 심흥택해산
심흥택해산(Simheungtack Tablemount)은 독도 동방 약15km지점에 있는 평정해산으로 정상부의 대표수심 146m이다. 대한제국 울릉군수 심흥택의 이름을 따왔다.

## 해양지명
수로업무법 제33조의4 제1항의 규정에 의거 해양지명위원회에서 심의·결정한 해양지명은 다음과 같다.
- 제정 해양지명 : 심흥택해산
- 대표위치(WGS-84) : 37-10.5N 131-59E
- 범위 : 독도 동방 약15km지점에 위치한 평정해산으로 정상부의 대표수심 146m임.